# Georges Guynemer
Georges Marie Ludovic Jules Guynemer, född den 24 december 1894 i Paris, död 11 september 1917 under en spaningsflygning i Flandern vid Poelcappelle, var en framstående fransk stridsflygare under första världskriget. När han blev nedskjuten var han det främsta franska flygarässet med 53 segrar.
Han tog under första världskriget anställning som volontär vid flygtrupperna på västfronten i november 1914, befordrades i mars 1916 till underlöjtnant och i februari 1917 till kapten. Guynemer var Frankrikes förnämste stridsflygare under kriget och sköt 19 juli 1915 - 6 september 1917 ner 53 tyska flygplan.

## Utmärkelser
- Officer av Hederslegionen
- Mikael den tappres orden
- Croix de guerre
- Distinguished Service Order
- Georgsorden, fjärde klass
- Médaille militaire
- Officer av Leopoldorden
- Karageorgevitjs stjärnas orden
- Danilo I:s orden
- Croix de guerre 1914–1918
- Mort pour la France
- Aéro-Club de Frances stora medalj

[Redigera Wikidata]